# Medical car

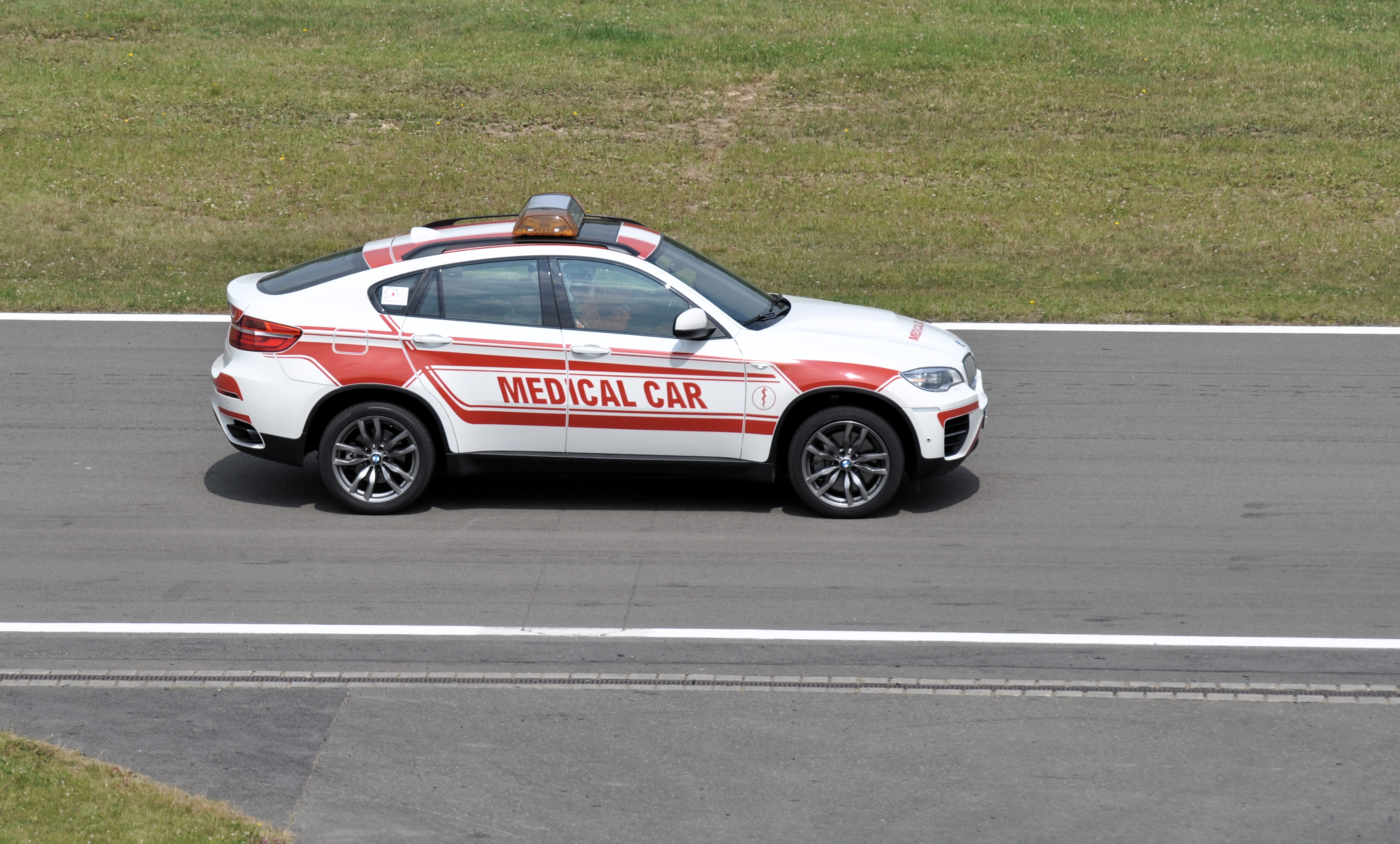
La Medical car al Nürburgring per il Gran Premio di Truck Racing ADAC del 2013

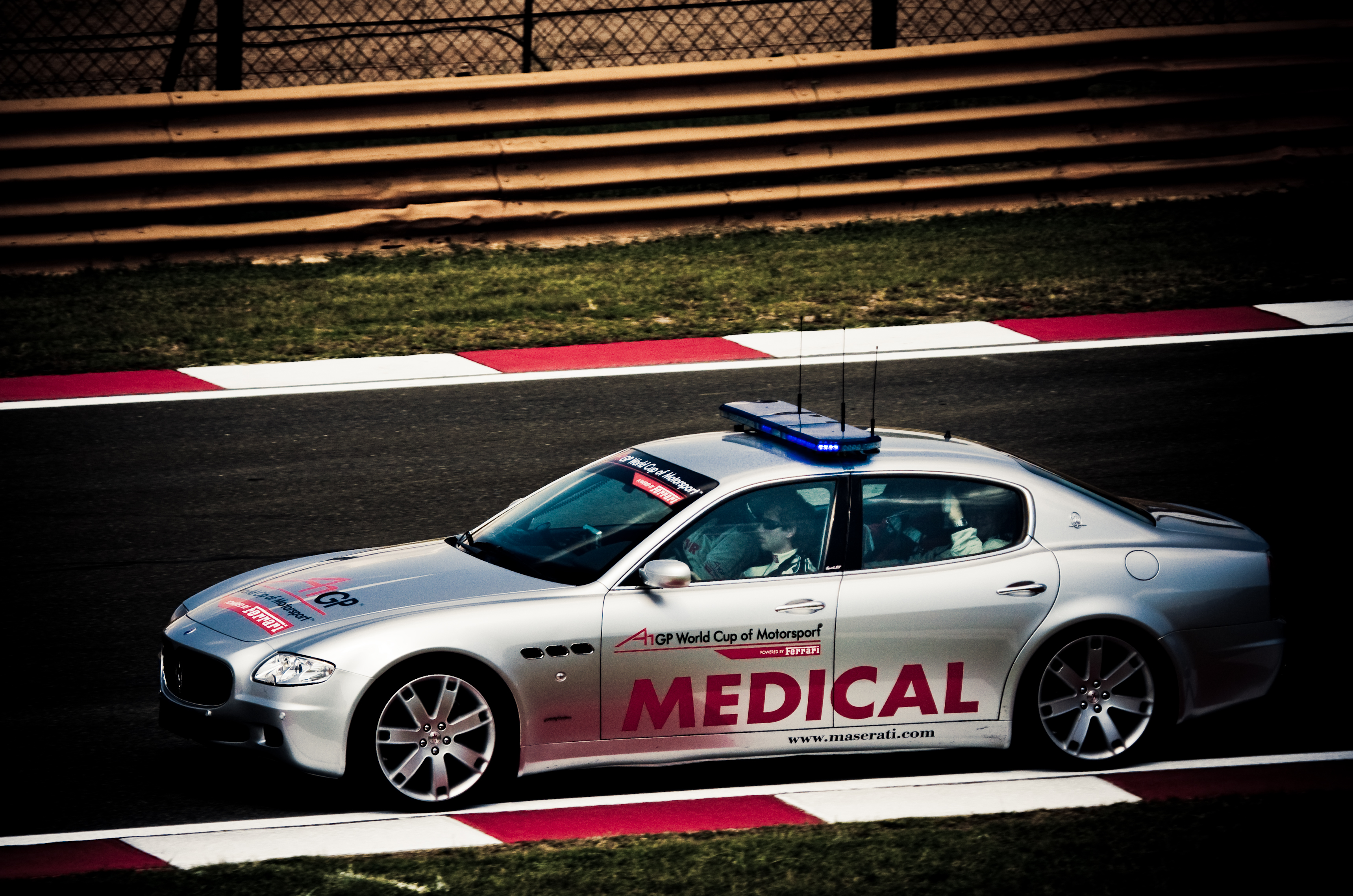
Medical car a Kyalami per l'A1 Grand Prix del 2009

La medical car (dall'inglese lett. "automedica") è un mezzo di soccorso utilizzato durante le gare motoristiche per l'assistenza sanitaria ai partecipanti, ed in particolare per trasportare un'équipe sanitaria con competenze specialistiche e la relativa attrezzatura medica sul luogo di un incidente.
Le dimensioni ridotte del veicolo rispetto a quelle di un'ambulanza e sue le maggiori prestazioni (spesso equiparabili a quelle dei veicoli in gara) permettono una grande rapidità di intervento; la medical car può seguire i concorrenti per tutta o parte della competizione, mantenendosi in ogni caso in stand-by presso il tracciato, pronta ad intervenire.
A bordo della medical car è solitamente presente un medico eventualmente insieme al responsabile medico della competizione, soprattutto se internazionale; il materiale sanitario è quello di una tipica automedica, con particolare attenzione ai presidi per il trattamento dei traumi.

## Formula 1

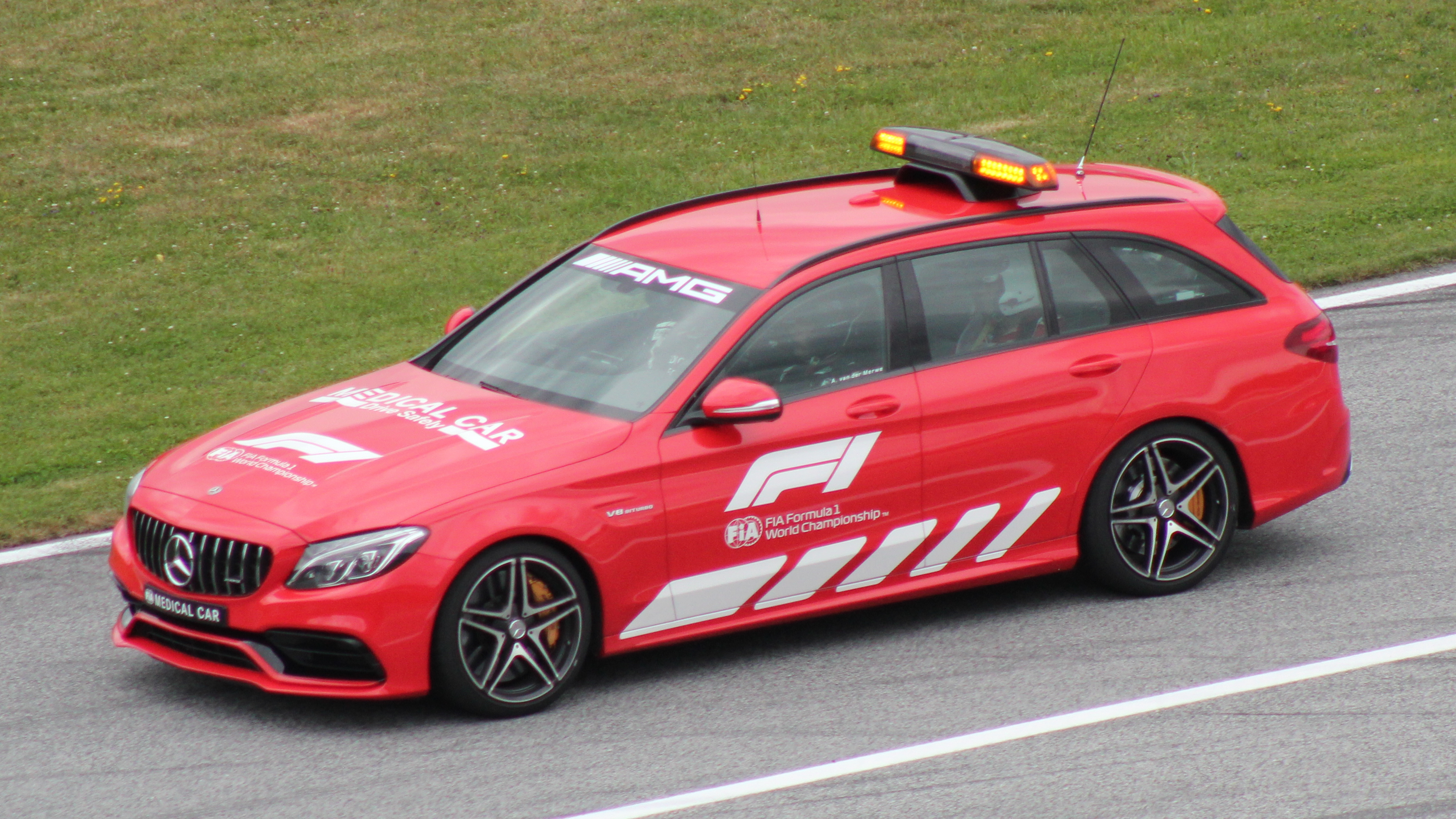
La Formula One Medical Car al Gran Premio d'Austria 2021

Durante i Gran Premi di Formula 1 è presente al circuito, oltre alla Safety Car, anche una Medical Car equipaggiata con materiale di soccorso, estricazione e rianimazione e con a bordo il dottor Ian Roberts, coordinatore dei soccorsi sanitari della FIA, e un medico del circuito, solitamente proveniente da un ospedale nelle vicinanze. 
La Medical Car, una Mercedes-AMG C63 Estate oppure una Aston Martin DBX guidata dal pilota sudafricano Alan van der Merwe, segue le vetture durante tutto il primo giro e successivamente viene posizionata alla fine della corsia dei box, pronta ad intervenire e a raggiungere ogni punto della pista in cui si sia verificato un incidente.
La dotazione sanitaria comprende materiale per la gestione delle vie aeree (aspiratore, set per intubazione orotracheale, ventilatore e set per tracheotomia), un defibrillatore e materiale per infusioni. Sono inoltre disponibili le attrezzature per la stabilizzazione del paziente traumatizzato, come collari cervicali e presidi per la riduzione delle fratture, e materiali specifici per il lavaggio e il trattamento delle ustioni, anche da agenti chimici.

### Storia

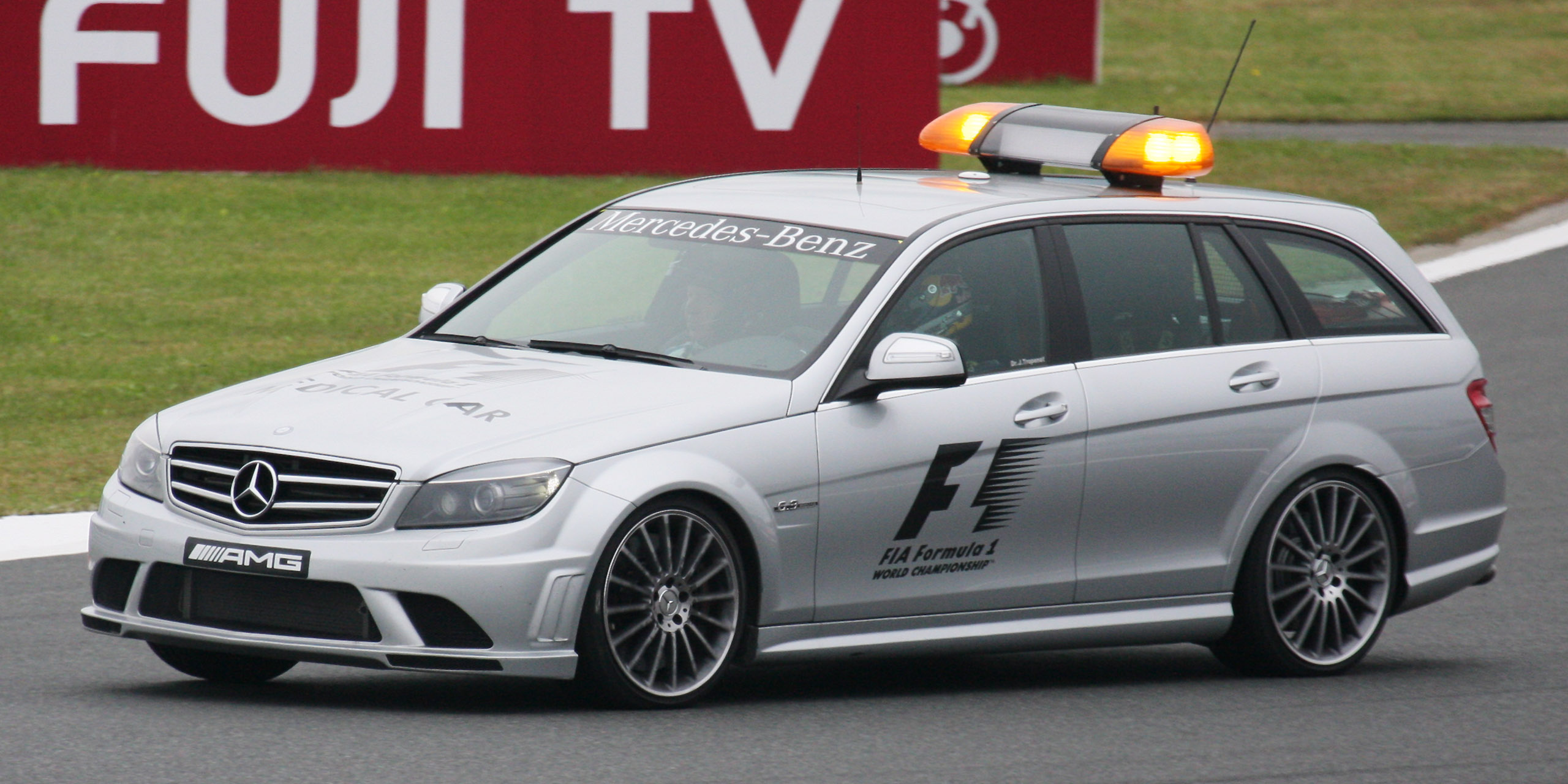
Sébastien Buemi guida la Medical Car al Gran Premio del Giappone 2008

L'automedica fu voluta dal dottor Sid Watkins, primo medico ufficiale della Formula 1, dopo i tragici fatti del Gran Premio d'Italia 1978; successore di Watkins tra il 2005 e il 2012 fu Gary Hartstein, sostituito poi da Ian Roberts nel 2013.
Prima del 2009 il ruolo di pilota della Medical Car fu ricoperto per anni dal dottor Jacques Tropenat, medico e pilota che però, indisposto durante le ultime gare del 2008, fu sostituito da Alexander Wurz e poi da Sébastien Buemi, prima della nomina di Alan van der Merwe.
A partire dalla stagione 2021 di Formula 1, oltre che da Mercedes-Benz (in quell'anno con livrea rossa in onore della "rote Sau"), la vettura viene fornita anche dalla casa automobilistica inglese Aston Martin. Nello specifico, la vettura utilizzata è la Aston Martin DBX con la tradizionale colorazione verde.

#### Vetture
- 1995: Mercedes-Benz C 36 AMG Station Wagon
- 1998: Mercedes-Benz C 32 AMG Station Wagon
- 2008: Mercedes-Benz C63 AMG Station Wagon
- 2018: Mercedes-AMG C 63 S Estate Station Wagon
- 2021: Mercedes-AMG C 63 S Estate Station Wagon e Aston Martin DBX[7]

#### Piloti
- 2000: Alex Ribeiro
- 2000-2008: Jacques Tropenat
- 2008: Alexander Wurz (Gran Premio di Singapore)
- 2008: Sébastien Buemi (Gran Premi del Giappone, di Cina e del Brasile)
- 2009-presente: Alan van der Merwe

### Incidenti in servizio
Durante la sessione di prove riservata alle vetture di sicurezza del Gran Premio di Monaco del 2000, la Medical Car guidata dal pilota Alex-Dias Ribeiro subì seri danni a seguito di uno scontro con le barriere di protezione della pista. In quell'occasione l'allora delegato medico della FIA, Sid Watkins, riportò la rottura di una costa.
Un altro incidente accadde durante il warm-up del Gran Premio del Brasile del 2002, mentre la Medical Car interveniva a seguito dello scontro della Arrows di Enrique Bernoldi contro le barriere di protezione, da cui si era scatenato un principio di incendio. Ribeiro aveva posizionato l'auto dopo la vettura incidentata e aveva appena aperto la portiera per scendere quando sopraggiunse la Sauber di Nick Heidfeld, che non essendo riuscito a correggere la sua traiettoria colpì violentemente la portiera aperta di Ribeiro. Fortunatamente sia i piloti che l'autista della Medical Car non riportarono alcun danno.